# 吕厝站
吕厝站（廈門話：/lu˧˧ tsʰu˨˩/）是厦门轨道交通1号线和2号线的地铁换乘站，位于中华人民共和国福建省厦门市思明区湖滨北路与嘉禾路交叉路口地下及湖里区交界处（江头街道）吕厝社区。1号线部分于2017年12月31日随1号线全线通车启用，而2号线该站的主体结构于2018年11月13日封顶，于2019年12月25日启用运营。
吕厝站的名称源于当地地名吕厝社，“厝”为闽南语中的“聚落”的意思。

## 车站结构
吕厝站有三层，建筑面积46976平方米，一共有10个出入口。车站地下一层为站厅层；地下二层为1号线站台层，地下三层为2号线站台层，含2个岛式站台。

### 楼层分布
| 地面层   | 出入口                               |                                      |                                      |
| 地下一层 | 站厅                                 | 商店、票务服务、客服中心、进出站闸机 | 商店、票务服务、客服中心、进出站闸机 |
| 地下二层 |                                      | 1 往岩内方向 （乌石浦）              |                                      |
| 地下二层 | 岛式站台，列车运行方向左侧的车门开启 |                                      |                                      |
| 地下二层 | 1 往镇海路方向 （文灶）              |                                      |                                      |
| 地下三层 |                                      | 2 往天竺山方向 （育秀东路）          |                                      |
| 地下三层 | 岛式站台，列车运行方向左侧的车门开启 |                                      |                                      |
| 地下三层 | 2 往五缘湾方向 （江头）              |                                      |                                      |

### 出入口
吕厝站目前設有10個出入口。其中，出入口8號附有升降機。
| 编号      | 无障碍设施 | 出口指示 | 建议前往的目的地                                                     | 照片 |
| --------- | ---------- | -------- | -------------------------------------------------------------------- | ---- |
| 1         |            |          | 太平洋广场、牡丹园小区、汇腾大厦（厦门汇腾天虹）                     |      |
| 2         |            |          | 吕岭路、同亨大厦、阿里山大厦北楼、摩尔莲花购物广场、廈門鹭江新城小学 |      |
| 3         |            |          | 宏益大厦、锦绣广场、湖滨北路                                         |      |
| 4A        |            |          | 吕岭路、福隆国际                                                     |      |
| 4B        |            |          | 嘉禾路、福隆国际                                                     |      |
| 5         |            |          | 锦绣广场                                                             |      |
| 6         |            |          | 嘉禾路、福隆国际308号楼                                              |      |
| 8         | 升降机标志 |          | 嘉禾路、冠宏花园                                                     |      |
| 10        |            |          | 宝龙大厦                                                             |      |
| 12        |            |          | 莲花大厦                                                             |      |
| 註： 設有 |            |          |                                                                      |      |

## 公交换乘
- 吕厝站：6、10、31、42、46、88、99、109、123、128路等
- 吕厝北站：27、109、133、650、651、658、659、750、753、756、942、952、953、994路
- 吕厝西站：31、88、99、130、320路

## 事故

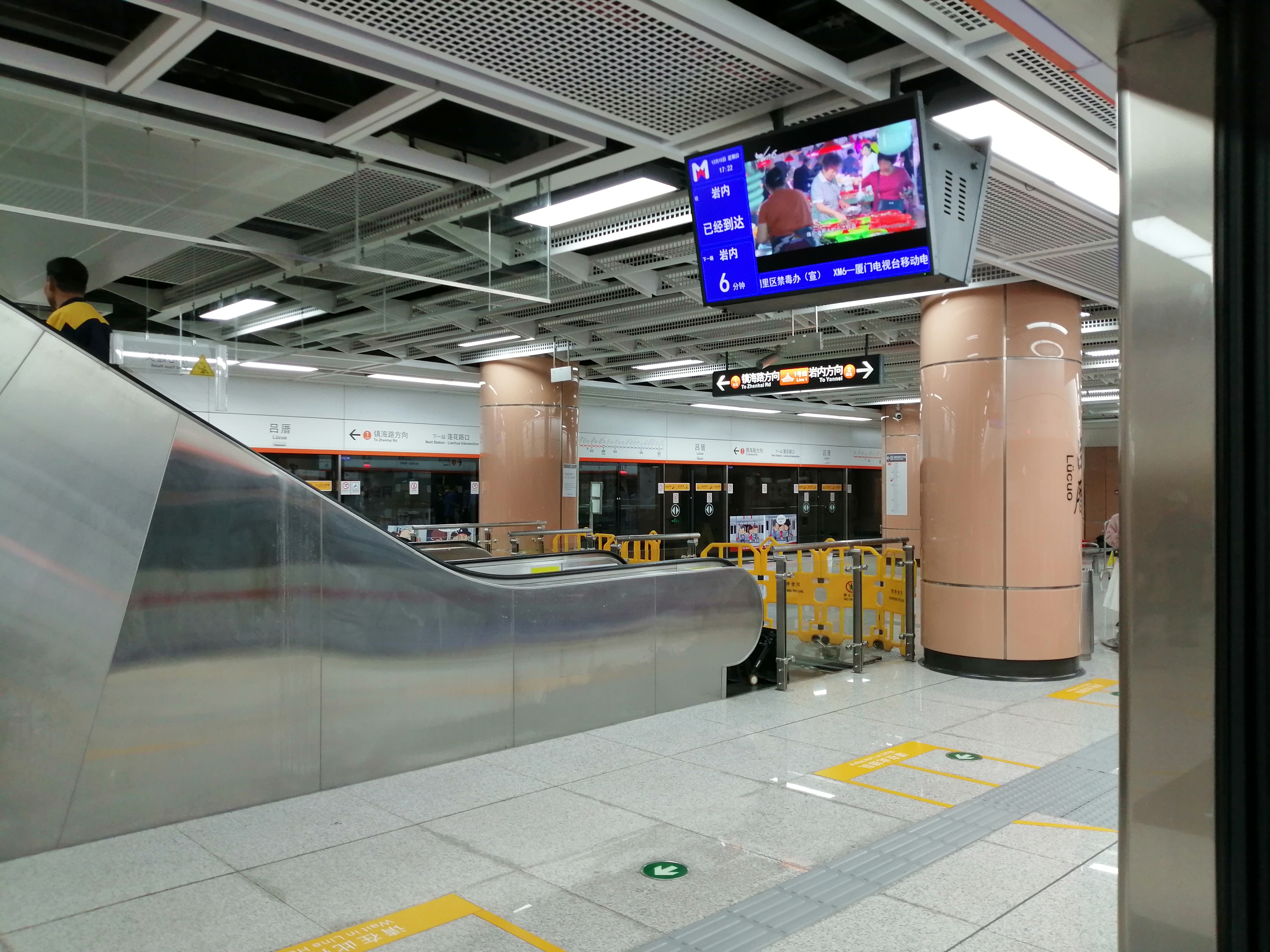
因车站内部清理需时，吕厝站部分手扶电梯仍为暂停服务状态（2019年12月15日）

2019年12月12日21时52分，二号线吕厝站10号缓建口发生坍塌，大量积水涌入站厅、站台、轨行区，并蔓延至1号线吕厝站厅，厦门轨道交通集团OCC发布抢修令，通知工务、机自、信号、通信派人抢修，启动《区间、车站水淹专项应急预案》及 [Ⅰ] 级响应。塌陷面積約500平方米，造成兩架車墜入坑內。大批網民猜測事件涉及偷工減料，惟當局已否認。事发后，吕厝站车站关闭暂停服务。由于此次事故的渗水情况亦影响到周边的莲坂站、莲花路口站、乌石浦站和塘边站，故上述车站亦暂停服务，1号线临时变更为“两端分段运营+中间公交接驳”的通行方式。12月13日11时06分，1号线全线恢复运营。事发后的车站站厅积水已基本清除干净，部分扶梯由于内部全面清理需时，故暂停使用。在此之前，吕厝站附近水管已多次发生破裂事故。2017年10月1日19时许，厦门水务集团调度中心接到吕厝站点围挡内破管信息。经确认系因外部施工导致管道破损。
12月16日，厦门市建设局通报，事故主要原因为该项目施工过程中临时格构立柱承重超负荷，导致失稳，造成局部顶板瞬间坍塌。